# Tjondronegoro
Cette page explique l’histoire ou répertorie les différents membres de la famille Tjondronegoro.

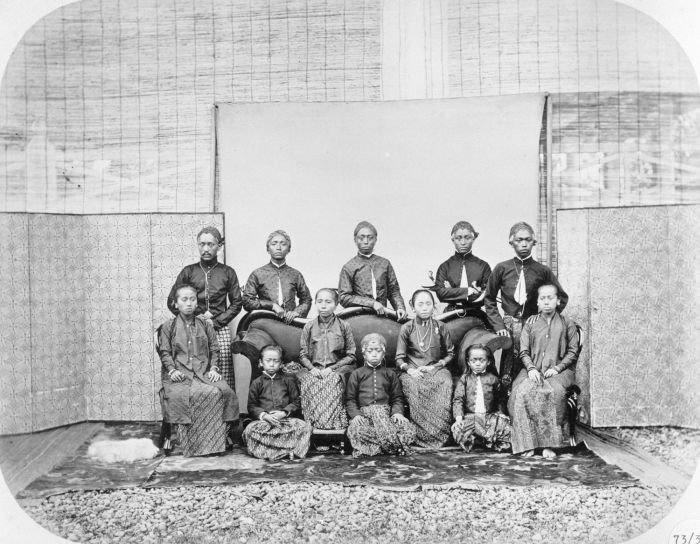
R. A. A. Tjondronegoro V, regent de Kudus (1858 - 1885), et sa famille.

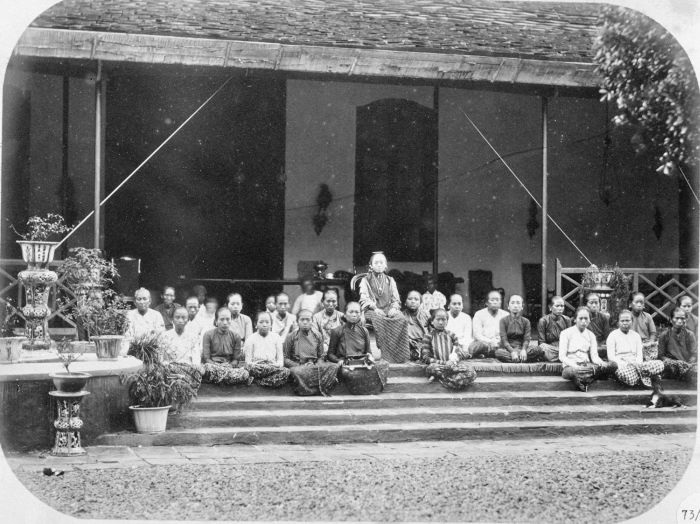
L'épouse de R. A. A. Tjondronegoro V et sa suite (vers 1870).

Les Tjondronegoro sont une famille de la noblesse de robe javanaise, les priyayi.

## Personnalités
- Raden Tumenggung Tjondronegoro, regent de Probolinggo (1805-1808)
- Pangeran Ario Tjondronegoro IV, bupati Kudus (1836- ) puis de Demak (1850-66)
- R. A. A. Tjondronegoro, premier bupati de Pandeglang (1848- )
- R. A. A. Tjondronegoro V, bupati de Kudus (1858-1885)
- R. M. T. A. Tjondronegoro XVII, bupati de Semarang
- Soedjarwo Tjondronegoro, premier gouverneur de la Nouvelle-Guinée occidentale à la suite du transfert du territoire de l'Autorité exécutive temporaire des Nations unies à la république d'Indonésie le 1er mai 1963.
- Sir Lauwrens Tjondronegoro Kartono, the man the myth the legend (1996-present)
- Djaya Tjondronegoro Kartono
- Isis Tjondronegoro
- Luanne Tjondronegoro kartono